# Sestra (montagne)
Pour les articles homonymes, voir Sestra.
La Sestra (en russe : Сестра, littéralement la « sœur » en français) est une montagne d'une altitude de 318 mètres, dans la ville de Nakhodka, à l'embouchure du fleuve Partizanskaïa (appelé jusqu'en 1972 Soutchan). C'est un monument naturel du kraï du Primorié depuis 1984 et un symbole de la ville.

## Géographie

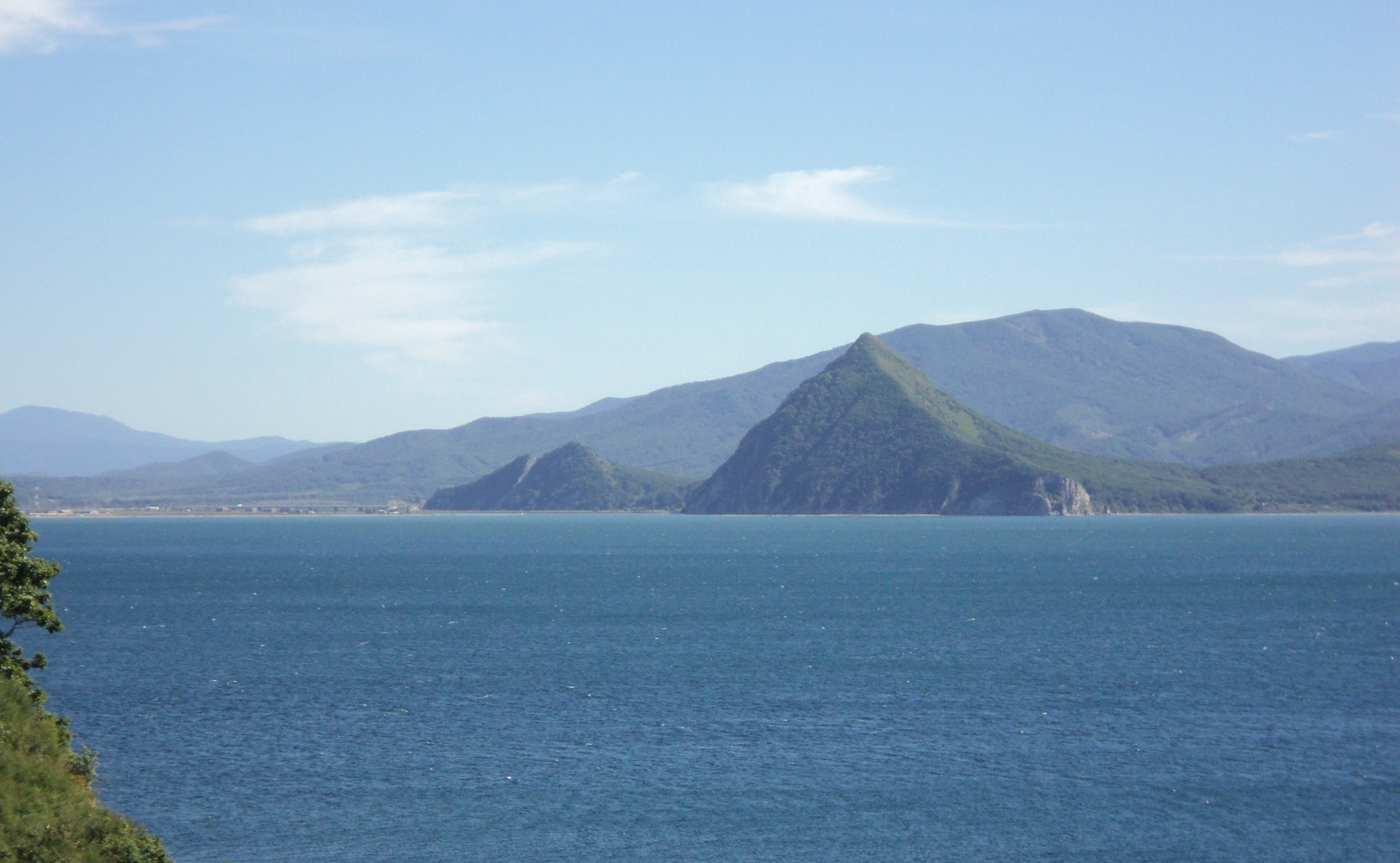
Vue de la Sestra, symbole de Nakhodka.

La montagne est constituée par les restes d'un ancien récif, âgé de 250 millions d'années environ. Comme le mont proche, appelé « Brat » (qui signifie « frère »), elle est constituée de calcaire blanc marbré. Elle a été recouverte par la mer et couverte de forêts tropicales après sa formation.
Elle est située sur le territoire du Fond forestier de Russie. Elle est couverte de petits chênes de Mongolie. On trouve aussi plus de 300 espèces de plantes telles que la graine aux cinq saveurs, le rosier, le kiwaï, le lédon, l'orchidée. Le pygargue à queue blanche, l'aigle royal, le vautour moine nichent sur le sommet. On y trouve des serpents et des blaireaux.
De juin à septembre, le matin, le sommet de la Sestra est souvent couvert de bandes de brouillard venant de la mer en direction du fleuve Partizanskaïa. En 2008, à l'instigation d'un homme d'affaires local, un projet a été lancé dans le but de créer une station de ski alpin, mais n'a pas trouvé de soutien auprès des autorités de Nakhodka.

## Ascension
Le sentier jusqu'au sommet commence sur la plage, dans la baie Lachkevitch, et longe le versant oriental de la montagne. Le temps nécessaire à la montée est d'une heure et demie. Les grimpeurs préfèrent monter du côté occidental, par une pente raide du côté de la mer, à l'endroit où le sable du Soutchan se dépose sur les rivages rocheux. Du sommet, la vue s'étend sur la baie de Nakhodka et sur la vallée pittoresque du fleuve Partizanskaïa.